# Постольський
Посто́льський (рос. Постольский, удм. Миндэр вуко) — починок в Малопургинському районі Удмуртії, Росія.
В селі діє санаторій Юськи.
Урбаноніми:
- вулиці — Набережна, Річкова, Трактова

## Населення
Населення — 302 особи (2010; 284 в 2002).
Національний склад станом на 2002 рік:
- удмурти — 55 %
- росіяни — 29 %